# 2022년 9월 윤석열 대통령 해외 순방
2022년 9월 윤석열 대통령 해외 순방은 윤석열 대통령이 영국 엘리자베스 2세의 별세에 따른 영국 국장에 참석한 후 미국 뉴욕에서 열리는 유엔 총회에 참석하고 캐나다 토론토를 들른 후 오타와에서 캐나다 정상과 회동한 뒤 24일 밤 귀국한 5박 7일의 해외 순방이다.

## 진행
윤석열 대통령은 9월 18일 오전 성남시 서울공항을 떠나 영국 여름 시간(BST)로 9월 18일 오후 3시 30분 런던 스탠스테드 공항에 도착했다. 영국 도착 시간을 늦게 잡아서 참배를 하지 못하였다. 18일 여왕의 시신과 관을 참배하는 것을 포기하고, 대신 인근에서 한국전 참전 기념비 헌화를 하였다. 19일 장례식에 참석한 뒤 조문록을 작성해 여왕을 추모했다. 19일 뉴욕으로 떠나 20일 유엔 총회에서 연설했다. 21일 리셉션에서 조 바이든 미국 대통령과 48초 회동하였다. 9월 22일 토론토에 도착했고, 23일 오전 오타와를 찾아 캐나다의 쥐스탱 트뤼도 총리와 정상회담을 가졌다. 그리고 24일 밤 서울공항으로 귀국했다.

### 이후 외교 일정
윤석열 대통령은 예정된 계획에 따라 일본 아베 신조의 국장에는 참여하지 않았고, 귀국하여 대한민국 정부 대표로 한덕수 국무총리를 보냈으며, 아베 신조 국장에 참여하고 방한한 카멀라 해리스 미국 부통령과 9월에 회담하였다.

## 논란

### 욕설 논란
바이든과 회동한 후 "국회에서 이 새끼들이 승인 안 해주면 XXXX 쪽팔려서 어떡하나?"라는 욕설을 한 것이 논란이 되었다. 이 사건을 최초 보도한 MBC는 새끼 부분은 복자 처리하고 "국회에서 이 XX들이 승인 안 해주면 바이든은 쪽팔려서 어떡하나?"라는 자막을 달면서 미국 국회로 보인다고 보도했고, MBC 뉴스데스크에서는 앞에 (미국)이라고 괄호를 달아서 보도했다. 윤석열 대통령측은 미국 의회를 가리킨 적 없으며, 바이든 대통령이 쪽팔릴 것이라고 말한게 아니라고 주장했다. 또한 김은혜 대변인은 "날리면"이라고 말한거라는 해명을 내놓았다. 바이든과 날리면은 발음이 달라서 날리면 부분의 해명은 허위로 여겨지고 있으나, 바이든이 쪽팔리게 될 거라고 한 것인지 바이든에 (윤석열 대통령이나 대한민국 정부 측이) 쪽팔리다고 한것인지는 명확하지 않다. 또한 대한민국 국회를 비방한 것이더라도 문제가 되고 있다.> 이에 대해 사과 요구가 있었으나 윤석열 대통령은 사과를 거부했다.

## 여파
더불어민주당은 박진 장관에 책임을 물어 9월 29일 오후 해임건의안을 통과시켰다.

## 같이 보기
- 윤석열의 대통령 순방 목록